# Ковалевиці-Влосцянські
Ковалевиці-Влосцянські (пол. Kowalewice Włościańskie) — село в Польщі, у гміні Сьверче Пултуського повіту Мазовецького воєводства.
Населення — 279 осіб (2011).
У 1975-1998 роках село належало до Цехановського воєводства.

## Демографія
Демографічна структура станом на 31 березня 2011 року:
|          | Загалом | Допрацездатний вік | Працездатний вік | Постпрацездатний вік |
| -------- | ------- | ------------------ | ---------------- | -------------------- |
| Чоловіки | 138     | 29                 | 102              | 7                    |
| Жінки    | 141     | 30                 | 76               | 35                   |
| Разом    | 279     | 59                 | 178              | 42                   |